# Nintendo 2DS
De Nintendo 2DS (NEW NINTENDO 2DS XL of 2DS) is een draagbare spelcomputer van Nintendo die op 12 oktober 2013 op de markt kwam. De spelcomputer is de officiële opvolger van de Nintendo 3DS XL. De 2DS werd aangekondigd op 28 augustus 2013. In juli 2017 verscheen een nieuw model van de spelcomputer onder de naam New Nintendo 2DS XL.
De productie van alle modellen van de 2DS- en 3DS-serie (uitgezonderd de New Nintendo 3DS XL) zijn beëindigd op 17 september 2020. Het bedrijf ging zich vanaf dat moment richten op de Nintendo Switch, een spelcomputer die ook als handheld kan worden gebruikt.

## Ontwerp
In tegenstelling tot alle Nintendo DS-voorgangers heeft de 2DS geen inklapbaar scherm doordat het scherm niet in twee delen, maar in één stuk is opgebouwd. De twee schermen zitten onder elkaar en de knoppen zitten niet naast het onderste scherm, maar naast het bovenste scherm. Ook de schouderknoppen zitten nu bovenaan het apparaat. Aangezien de 2DS geen inklapbaar scherm heeft, is er rechts onderaan het toestel een schuifknop waarmee men de slaapstand kan activeren.
Het apparaat is aan de bovenkant wat dikker en loopt naar beneden toe dunner af. Dit ontwerp werd in recensies gekscherend vergeleken met een stuk kaas.

## Software
Bijna alle mogelijkheden op de 3DS zijn ook aanwezig op de 2DS. Zo is er een 3DS-camera, maar voor het 3D-resultaat zal de foto echter naar een 3DS moeten worden overgezet.

## Spellen
Er zijn geen specifieke 2DS-games uitgebracht. De 2DS is gecreëerd om 3DS-games en DS-games af te spelen, maar dan zonder 3D-effect. Doordat er geen 3D-functie op zit, kon de draagbare spelcomputer goedkoper worden aangeboden.

## New Nintendo 2DS XL
Een nieuw model van de 2DS onder de naam New Nintendo 2DS XL kwam in Japan en Zuid-Korea op de markt op 13 juli 2017. Op 28 juli 2017 verscheen de New Nintendo 2DS XL in Europa en Noord-Amerika.
De draagbare spelcomputer kwam in twee duokleuren; zwart/turkoois en wit/oranje. Het kan worden opengeklapt, net zoals de 3DS, heeft een gewicht van 260 gram, bevat een grotere schermdiameter van 12,5 cm, betere specificaties, zoals een snellere processor en extra opslagmogelijkheden, en heeft een C-stick en ZL/ZR-knoppen. In het onderste scherm is ten slotte een NFC-sensor toegevoegd, waarmee een amiibo kan worden gescand.